# Baby Boy (píseň)
„Baby Boy“ je píseň americké zpěvačky Beyoncé, kterou nahrála se Seanem Paulem. Píseň pochází z debutové desky zpěvačky Dangerously in Love. 3. srpna 2003 byl jako singl vydán v USA.

## Seznam skladeb
CD
1. "Baby Boy" (verze z alba) – 4:04
2. "Baby Boy (Junior Vasquez Club Anthem remix)" – 8:50
3. "Krazy in Luv (Adam 12 So Crazy remix)" – 4:30

Maxi CD
1. "Baby Boy" (verze z alba) – 4:04
2. "Baby Boy (Maurice's Nu Soul mix)" – 6:14
3. "Baby Boy (Junior's Papadella)" – 3:58
4. "Krazy in Luv (Adam 12 So Crazy remix)" – 4:30

Gramofonová deska
1. "Baby Boy" (verze z alba) – 4:04
2. "Baby Boy (Junior Vasquez Club Anthem remix)" – 8:50
3. "Baby Boy (Maurice's Nu Soul mix)" – 6:14
4. "Baby Boy (Maurice's Nu Dub Baby!)" – 6:30

## Pozice v žebříčcích
| Žebříček (2003/2004)          | Nejvyšší pozice |
| ----------------------------- | --------------- |
| Australian ARIA Singles Chart | 3               |
| Austrian Singles Chart        | 18              |
| Belgian Ultratop 50           | 11              |
| Danish Singles Chart          | 6               |
| Dutch Top 40                  | 8               |
| European Hot 100 Singles      | 3               |
| French SNEP Singles Chart     | 8               |
| German Singles Chart          | 4               |
| Irish Singles Chart           | 6               |
| Italian FIMI Singles Chart    | 12              |

| Žebříček (2003/2004)               | Nejvyšší pozice |
| ---------------------------------- | --------------- |
| New Zealand RIANZ Singles Chart    | 2               |
| Norwegian Singles Chart            | 10              |
| Romanian Singles Chart             | 49              |
| Swedish Singles Chart              | 5               |
| Swiss Singles Chart                | 5               |
| UK Singles Chart                   | 2               |
| Us Billboard Hot 100               | 1               |
| Us Billboard Hot R&B/Hip-Hop Songs | 1               |
| Us Billboard Hot Dance Airplay     | 1               |
| Us Billboard Pop 100               | 1               |